# Ministerstwo Rozwoju Dalekiego Wschodu i Arktyki
Ministerstwo Rozwoju Dalekiego Wschodu i Arktyki (ros. Министерство по развитию Дальнего Востока и Арктики) – federalny organ władzy wykonawczej w Federacji Rosyjskiej odpowiedzialny za koordynację działań na rzecz realizacji programów państwowych i federalnych programów celowych, w tym długoterminowych, przewidzianych listą zatwierdzoną przez Rząd Federacji Rosyjskiej (w zakresie programów i (lub) działań takich programów realizowanych na terenie Dalekowschodniego Okręgu Federalnego), pełni funkcje w zakresie tworzenia i funkcjonowanie terytoriów zaawansowanego rozwoju społeczno-gospodarczego na terytoriach Dalekowschodniego Okręgu Federalnego i strefy arktycznej Federacji Rosyjskiej, funkcje zarządzania majątkiem federalnym znajdującym się na terytorium Dalekowschodniego Okręgu Federalnego, w sposób i w ramach limitu ustanowionego przepisami wykonawczymi Prezydenta Federacji Rosyjskiej i Rządu Federacji Rosyjskiej w zakresie kontroli realizacji organizacyjnej przez organy państwowe podmiotów Federacji Rosyjskiej, uprawnienia Federacji Rosyjskiej przekazane im zgodnie z ustawodawstwem Federacji Rosyjskiej, a także funkcje kształtowania polityki państwa i regulacji prawnych w rozwoju strefy arktycznej Federacji Rosyjskiej. 
Po raz pierwszy pojawiło się w pierwszym rządzie Dmitrija Miedwiediewa. 